# Rachel Corsie
Rachel Louise Corsie (17 de agosto de 1989; Aberdeen, Escocia) es una futbolista que juega como defensa central en el Aston Villa de la Women's Super League de Inglaterra.

## Trayectoria
En la liga escocesa jugó en el Aberdeen (2006-08) y el Glasgow City (2008-13), con el que debutó en la Liga de Campeones. En 2009 debutó con la selección escocesa, con la que ha marcado 20 goles en 146 partidos a fecha de febrero de 2024.

### Notts County (2014)
En 2014 fichó por el Notts County inglés.

### Llegada a la NWSL, Seattle Reign (2015 - 2017)
Para la temporada 2015, Corsie firmó con el Seattle Reign de la National Women's Soccer League (NWSL). En 2018, el equipo liberó su contrato.

### Utah Royals y Kansas City (2018 - 2021)
Meses después, en marzo de 2018, Corsie firmó con el Utah Royals FC, también de la NWSL. Durante la temporada 2018, Corsie jugó en todos los 24 partidos de la temporada para Utah, además de ser parte del equipo del mes de la liga en el mes de julio.
Rachel Corsie regresó con el equipo de Utah para la temporada 2019. Fue nombrada en el equipo del mes de mayo, sin embargo, las siguientes semanas se perdería muchos partidos debido a su participación en la Copa Mundial Femenina 2019. Cuando se reintegró al equipo, logró marcar su primer gol el 19 de julio al minuto 90 del partido contra Portland Thorns. 
Cuando el equipo movió su sede a Kansas City, Corsie se mantuvo como parte del equipo. 

### Regreso a Reino Unido, Aston Villa (2022 - 2025)
Días previos a Navidad, Kansas City le informó a Corsie, vía su agente, que la habían liberado de su contrato. Semanas después, se dio a conocer que el Aston Villa de la WSL le había ofrecido un contrato para integrarse al equipo.Carla Ward, directora técnica del equipo dijo acerca del fichaje: "Rachel es alguien a quien admiré mucho mientras trabajaba con ella la última temporada. Cuando nos enteramos de su disponibilidad durante este período de transferencia, simplemente no pudimos ignorar su liderazgo y calidad general. Ella guiará a nuestras jugadoras jóvenes y talentos y también nos dará otra dimensión en la zaga. Estamos encantados de integrarla al equipo".

## Miscelánea
Su bisabuelo fue Donald Colman, leyenda del Aberdeen e inventor del área técnica.